# Antique (tỉnh)
Antique (tiếng Filipino: Antikwe) là một tỉnh của Philippines ở vùng Tây Visayas. Tỉnh lỵ là SanJose. Tỉnh nằm ở phần phía tây của đảo Panay, tỉnh giáp với Aklan, Capiz và Iloilo về phía đông, phía tây là biển Sulu
Antique là một trong 3 sakups (quận/huyện) cũ của Panay trước khi thực dân Tây Ban Nha đến hòn đảo. Antique sau đó được biết đến là Hantik vì có những con kiến lửa lớn đã được tìm thấy trên đảo. Người chép biên niên sử Tây Ban Nha lại cho rằng tên đó bắt nguồn từ tiếng Pháp "Hantique" và sau đó âm "h" biến mất và tên chính thức trở thành "Antique". Không giống như từ "antique" trong tiếng Anh, tên tỉnh được phát âm là "an-ti-kway"

## Lịch sử

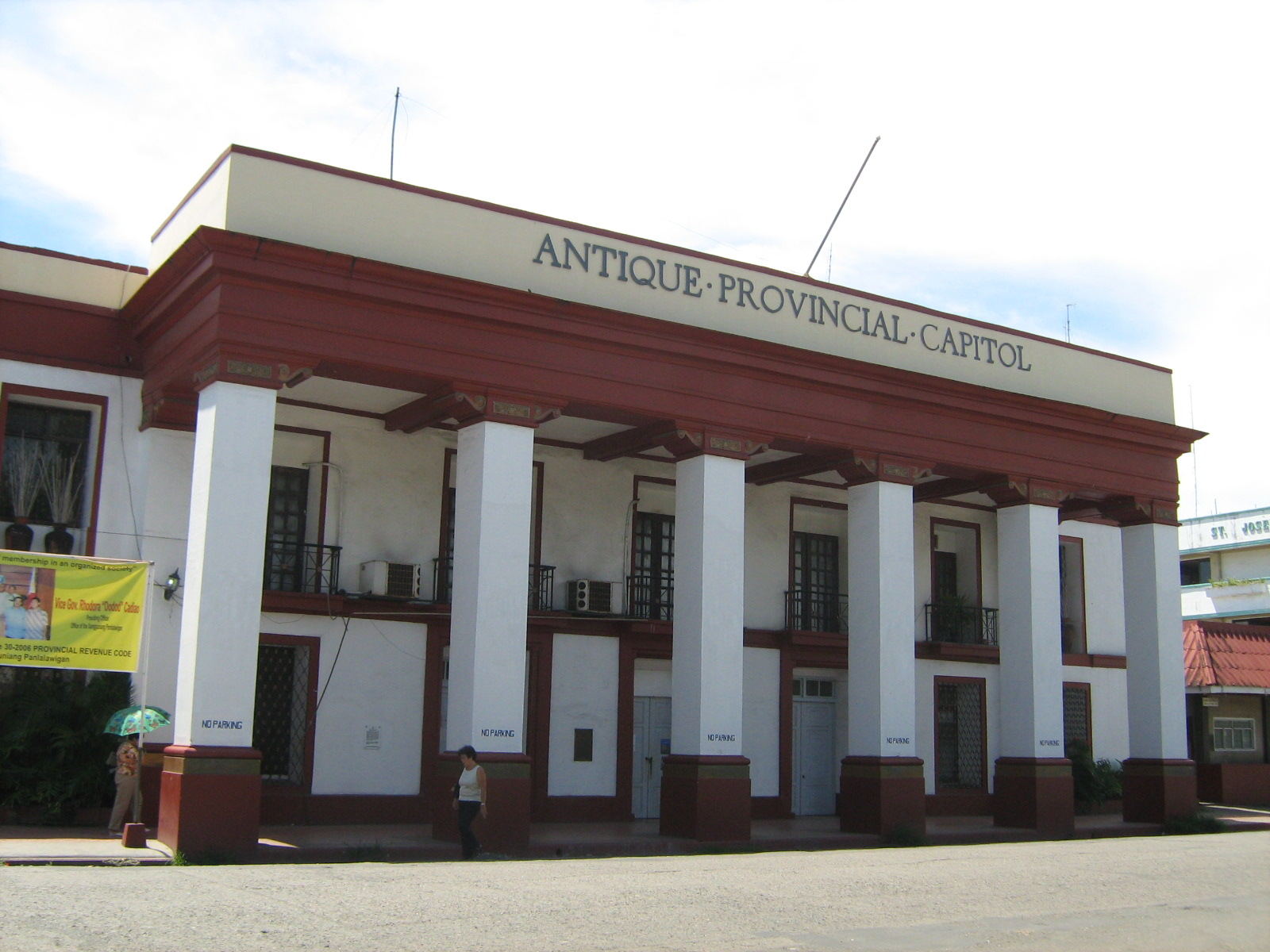
Trụ sở chính quyền tỉnh Antique cũ ở San Jose de Buenavista, hiện nay là một bảo tàng cấp tỉnh

Các sử gia tin rằng nhưng người dầu tiên định cư ở đảo Panay là bộ tộc Negritos hoặc Atis. Theo lịch sử truyền miệng, có liên quan đến truyền thuyết Maragtas thì năm 1212, 10 datus người Mã Lai thoát khỏi sự bức hại của Sri-Vishaya, một triều đại Mã Lai Ấn Độ giáo tồn tại ở đảoKalimantan và đảo Sumatra. Những người này được lãnh đạo bởi Datu Puti đã đi bằng thuyền cùng với gia đình và cộng đồng của họ đi từ Kalimantan theo hướng bắc và đã dừng chân tại Panay.
Họ đã gặp tủ trưởng bộ tộc Negrito Marikudo và vợ ông ta là Maniwangtiwan. Họ đã mua hòn đảo từ tù trưởng bằng một chiếc saduk bằng vàng (giống như chiếc mũ sắt hay mũ bảo hiểm) và một chuỗi hạt bằng vàng cho vợ ông ta cùng với nhiều quà tặng khác. Bộ tộc Negritos sau đó rút lên vùng đồi núi, trong khi những người Kalimantan cư trú ở những vùng đất thấp. Ngày nay, ngày con tàu đổ bộ được kỷ niệm hàng năm tại Antique.
Hòn đảo Panay sau đó chia thành 3 sakups (quận/huyện). Đó là Hantik, Aklan và Irong-Irong. Aklan trở thành tỉnh Aklan và Capiz ngày nay. Irong-Irong trở thành Iloilo và Hantik (còn gọi là Hamtik hoặc Hamtic) trở thành Antique. Hantik được đặt theo tên của một loài kiến lửa lớn được tìm thấy trên đảo gọi là lantik-lantik.
Năm 1942, quân đội đế quốc Nhật Bản chiếm được Antique và kiểm soát tỉnh trong Thế chiến thứ II. Năm 1945, lược lượng Thịnh vượng chung Philippines cũng với du kích địa phương đã đánh bại quân xâm lược Nhật Bản và giải phóng tỉnh.

## Địa lý
Antique hầu hết biệt lập với các nơi khác trên đảo bởi các dãy núi Cordilleras. Ranh giới tỉnh với ba tỉnh lân cận ở trên dãy núi này. Antique đối diện với phần phía bắc của biển Sulu về phía tây. Quần đảo Semirara, ở giữa đảo Panay và đảo Mindoro là một phần của Antique.
Đất đai trong tỉnh không bằng phẳng và hầu hết là đồi núi. Bịa chia cắt bởi nhiều dòng suối nhỏ chảy xuống từ các ngọn núi phía đông. Có 2 vùng khí hậu riêng biệt ở Antique. Phần phía bắc có các trận mưa quanh năm còn vùng phía nam thì khô hơn.

## Nhân khẩu
Người Antiqueños là những người rất hiếu khách, họ sẵn lòng giúp đỡ các vị khách từ nơi xa đến. Những người làm nghề đi biển có tính cách tiêu biểu giống như những người ở các tỉnh lân cận trên đảo. Họ tự phát triển ngôn ngữ của mình là tiếng Kinaray-a. Nhà thờ Công giáo có ảnh hưởng mạnh mẽ với người Antiqueños

## Hành chính
Antique được chia thành 18 đô thị tự trị:
- Anini
- Barbaza
- Belisong
- Bugason
- Caluya
- Culasi
- Hamtic
- Laua-an
- Libertad

- Pandan
- Patnongon
- San Jose
- San Remigio
- Sebaste
- Sebaste
- Tibiao
- Tobias Fornier
- Valderrama